# Размахніно
Размахніно (рос. Размахнино) — станція Читинського регіону Забайкальської залізниці Росії, розташована на дільниці Каримська — Куенга між станціями Зубарево (відстань — 18 км) і Солнцева (13 км). Відстань до ст. Каримська — 100 км, до ст. Куенга — 132 км; до транзитного пункту Бамівська — 881 км.